# 和歌山県道219号下川上牟婁線
和歌山県道219号下川上牟婁線（わかやまけんどう219ごう しもかわかみむろせん）は、和歌山県田辺市から西牟婁郡上富田町に至る一般県道である。

## 概要
田辺市下川上から西牟婁郡上富田町岩田に至る。

### 路線データ
- 起点：和歌山県田辺市下川上
- 終点：和歌山県西牟婁郡上富田町岩田（和歌山県道35号上富田南部線交点）
- 実延長：25.838 km

## 歴史
- 1959年（昭和34年）5月14日 - 和歌山県が一般県道として下川上牟婁線を認定[1]。
- 2005年（平成17年）12月20日 - 栗山トンネルが開通[2]。

## 路線状況

### 重複区間
- 国道371号（田辺市下川下）
- 和歌山県道221号市鹿野鮎川線（田辺市鮎川）

### 道路施設

#### 橋梁
- 江口橋（日置川、田辺市）
- 伏兎崎橋（竹ノ又川、田辺市）
- 笹ヶ野橋（竹ノ又川、田辺市）
- 竹ノ又1号橋（竹ノ又川、田辺市）
- 竹ノ又2号橋（竹ノ又川、田辺市）
- 竹ノ又3号橋（竹ノ又川、田辺市）
- 赤滑橋（内ノ井川、田辺市）
- 宮の瀬橋（内ノ井川、田辺市）
- 御滝橋（内ノ井川、田辺市）
- 庚申橋（内ノ井川、田辺市）
- 清水橋（清水谷川、西牟婁郡上富田町）
- 岩田橋（富田川、西牟婁郡上富田町）

#### トンネル
- 水呑トンネル：延長585 m、1980年（昭和55年）竣工、田辺市
- 栗山トンネル：延長457 m、2005年（平成17年）竣工、西牟婁郡上富田町

## 地理

### 通過する自治体
- 和歌山県
  - 田辺市 - 西牟婁郡上富田町

### 交差する道路
| 交差する道路                                              | 市町村名 | 市町村名 | 交差する場所 | 交差する場所 |
| --------------------------------------------------------- | -------- | -------- | ------------ | ------------ |
| 国道371号 重複区間起点                                    | 田辺市   | 田辺市   | 下川下       |              |
| 国道371号 重複区間終点                                    | 田辺市   | 田辺市   | 下川下       |              |
| 和歌山県道221号市鹿野鮎川線 重複区間起点                  | 田辺市   | 田辺市   | 鮎川         |              |
| 和歌山県道221号市鹿野鮎川線 重複区間終点                  | 田辺市   | 田辺市   | 鮎川         |              |
| 和歌山県道220号岩田保呂線                                 | 西牟婁郡 | 上富田町 | 岩田         |              |
| 和歌山県道35号上富田南部線 和歌山県道205号上野岩田線 重複 | 西牟婁郡 | 上富田町 | 岩田         | 終点         |

### 沿線
- 日置川
- 田辺警察署 富里警察官駐在所
- 田辺市役所 富里連絡所
- 田辺市立鮎川小学校
- 田辺市立大塔中学校
- 上富田町立市ノ瀬小学校
- 富田川